# Palestra Itália de São Carlos
O Palestra Itália de São Carlos, mais conhecido como Palestra de São Carlos ou (oficialmente) Palestra Itália Esporte Clube, foi um clube brasileiro de futebol da cidade de São Carlos, no estado de São Paulo. Suas cores eram verde e branco. O clube surgiu para competir com o Paulista Esporte Clube e o Ideal Club ambos de São Carlos.
O clube mandava seus jogos no Estádio Derby Sãocarlense, que era mais conhecido como Hipódromo Sãocarlense, pois o estádio era dentro do hipódromo, que pertencia ao Derby Club.
Esse estádio, ficava ao lado da "Estação Ferroviária Hipódromo", que ainda está lá hoje. Há no local vestígios do que foi o hipódromo e o estádio de futebol.
No começo de 1940, o clube mudou seu nome para Corinthians Comercial Futebol Clube, por causa da obrigação criada pelo governo, durante a Segunda Guerra Mundial.

## Títulos
- Campeonato Paulista: 1923 - Campeonato Paulista Amador do Interior de Futebol (Campeão da zonal) - (Campeão final foi o Rio Branco)
- Campeonato Paulista: 1925 - Campeonato Paulista Amador do Interior de Futebol (Campeão da zonal) - (Campeão final foi o Velo Clube) [1]
- Campeão Amador de São Carlos - 1940
- Campeão Amador Regional - 1940

### Jogos oficiais
Jogos do Campeonato Paulista Amador do Interior de Futebol, do anos de 1923 e 1925, o Palestra de São Carlos foi o campeão do seu grupo nos dois anos.
- 5 de agosto de 1923 - Rio Claro 2–0 Palestra Itália de São Carlos (campeonato do interior, em Rio Claro)
- 2 de setembro de 1923 - Guarani 4–0 Palestra de São Carlos (campeonato do interior, em Campinas)
- 23 de setembro de 1923 - Rio Branco 2–1 Palestra de São Carlos (campeonato do interior, em Americana)
- 21 de outubro de 1923 - Palestra de São Carlos 0–1 Rio Branco (campeonato do interior)
- 28 de outubro de 1923 - Palestra de São Carlos 0–4 Guarani (campeonato do interior, em São Carlos)
- 14 de junho de 1925 - Palestra Itália de São Carlos 2–0 Rio Claro FC (campeonato do interior)

### Jogos amistosos
- 18 de novembro de 1923 - Rio Claro 2–0 Palestra de São Carlos (em Rio Claro)
- 9 de março de 1924 - Palestra de São Carlos 0–9 Palestra Itália [2] (Taça Maternidade de São Carlos) oferecida ao vencedor.
- 13 de abril de 1924 - Combinado Palestra/Paulista 0–3 Sírio-SP (Gols: Dino, Luiz dos Santos e Arges - Juiz: Benjamin Bevilacqua do CA Independência)
- 5 de abril de 1925 - Palestra de São Carlos 2–1 Corinthians[3][4]
- 26 de abril de 1925 - XV de Jaú 2–1 Extra Palestra Itália de São Carlos (Torneio Guaraná XV-estádio 7 de setembro em Jaú)
- 31 de maio de 1925 - XV de Jaú 1–3 Palestra de São Carlos (em Jaú-estádio 7 de setembro)
- 5 de setembro de 1940 - Corinthians Comercial FC de São Carlos 4–2 São Paulo FC (Araraquara) (jogo realizado na Vila Nery)
- 9 de fevereiro de 1941 - Dourado FC 2–0 Corinthians Comercial FC de São Carlos (em Dourado)
- 1941 - Corinthians FC 2–1 - Paulista de Piracicaba (jogo realizado no Estádio do Paulista)
- 16 de dezembro de 1942 - Corinthians FC 5–0 - CA Piracicabano (jogo realizado no Estádio do Paulista)